# Bellubrunnus
Bellubrunnus (il cui nome significa "il bello di Brunn") è un genere estinto di pterosauro ranforinchide vissuto nel Giurassico superiore, circa 151 milioni di anni fa (Kimmeridgiano), nella Germania meridionale. Il genere contiene una singola specie, ossia B. rothgaengeri. Bellubrunnus si distingue dagli altri ranforinchidi per la mancanza di proiezioni nelle vertebre caudali, un minor numero di denti, e punte delle ali che si curvano in avanti anziché curvarsi all'indietro come negli altri pterosauri.

## Descrizione

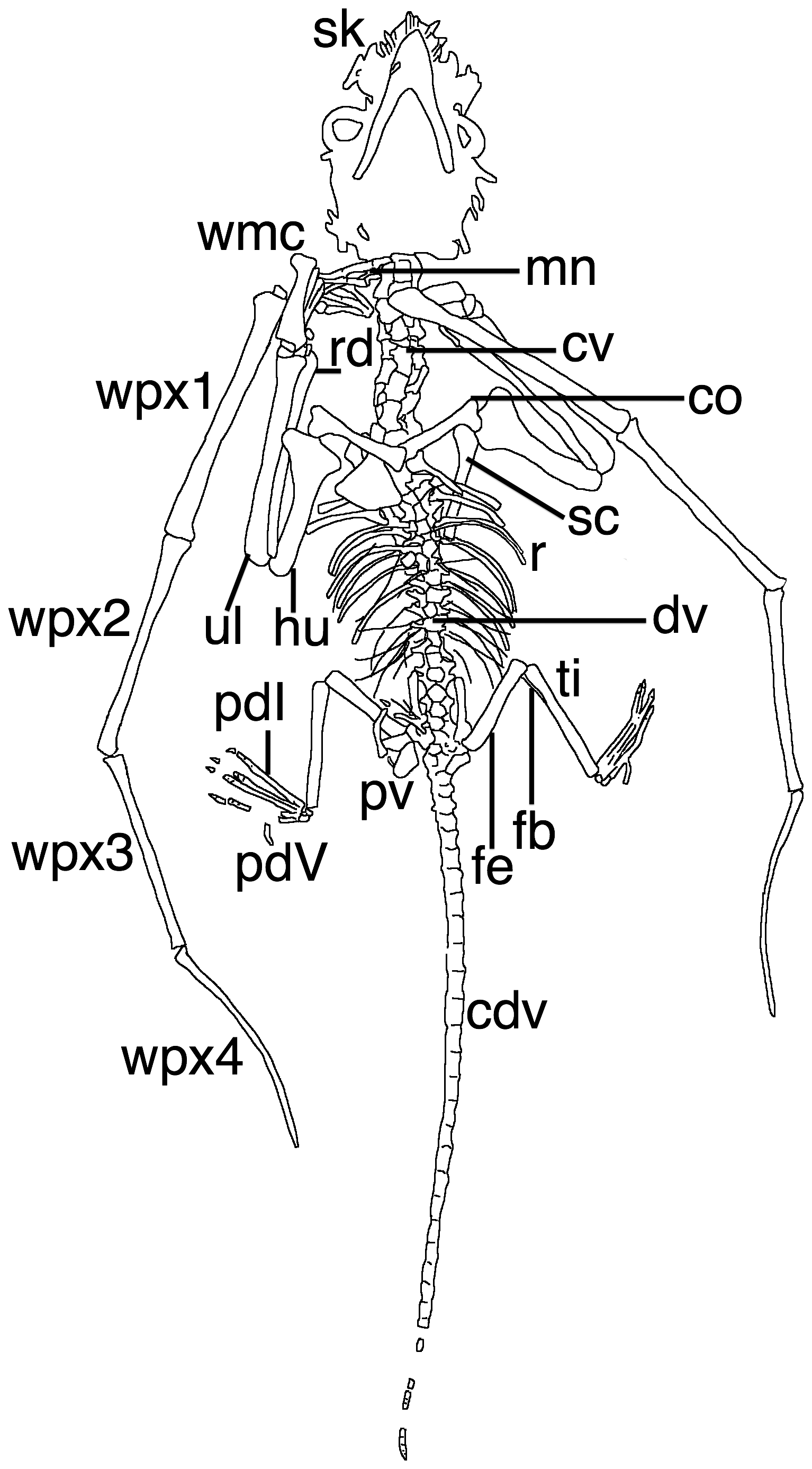
Diagramma dell'olotipo

L'olotipo di Bellubrunnus rappresenta un piccolo individuo, con un'apertura alare inferiore a un piede, ed è uno dei più piccoli fossili di pterosauri conosciuti. L'esemplare BSP-1993-XVIII-2 è pressoché completo a livello osseo, sebbene non vi siano tracce o impronte di tessuti molli o resti organici. L'intero scheletro è completo ad eccezione di alcune parti mancanti del piede destro e della punta della coda. Poiché lo scheletro è conservato nella vista ventrale, molti dettagli del cranio ("sk" nel diagramma scheletrico) sono oscurati dalla mandibola ("dt" + angolare, "ar" nel diagramma del cranio). Molte ossa del cranio sono schiacciate e distorte, e alcune come la mascella ("mx"), le ossa nasali ("ns"), e gli anelli sclerotici ("scl") risultano spostati dalla loro posizione originale. Parte della parte inferiore del tetto del cranio (forse le ossa frontali,"? Fr") può essere intravista tra le ossa della mandibola, del palato (osso palatino, "pl" + pterygoide, "pt") e del neurocranio (parasfenoide, "ps" + basipterygoide, "bpt"). Le fauci contengono ventuno piccoli denti che si proiettano fuori dalle fauci. Nonostante il numero esigue, i descrittori del fossile hanno assunto che questi rappresentino la maggior parte del numero originale dei denti, dando un totale di ventidue alveoli dentali (o venti se un piccolo elemento fosse un dente sostitutivo) sebbene non sia certo in che numero fossero divisi tra mascella e mandibola. I denti sono allungati, dritti, appuntiti e circolari in sezione trasversale. Sebbene risulti appiattito sulla lastra, si pensa che il cranio fosse alto nella parte posteriore con un muso accorciato. Gli occhi sono molto grandi rispetto alle dimensioni del cranio, occupando circa un terzo della sua lunghezza totale. Il cranio accorciato e i grandi occhi sono spesso caratteristiche che indicano che l'esemplare sia un individuo giovane, così come altre caratteristiche, come le ossa del cranio non fuse e ossa degli arti non ossificati, suggerendo che l'esemplare BSP-1993-XVIII-2 rappresenti un individuo giovane. L'osso scapulocoracoide non fuso (con la scapola ("sc") e il coracoide ("co") ancora separati) nella cintura pettorale suggerisce che questo individuo potesse avere meno di un anno quando morì.

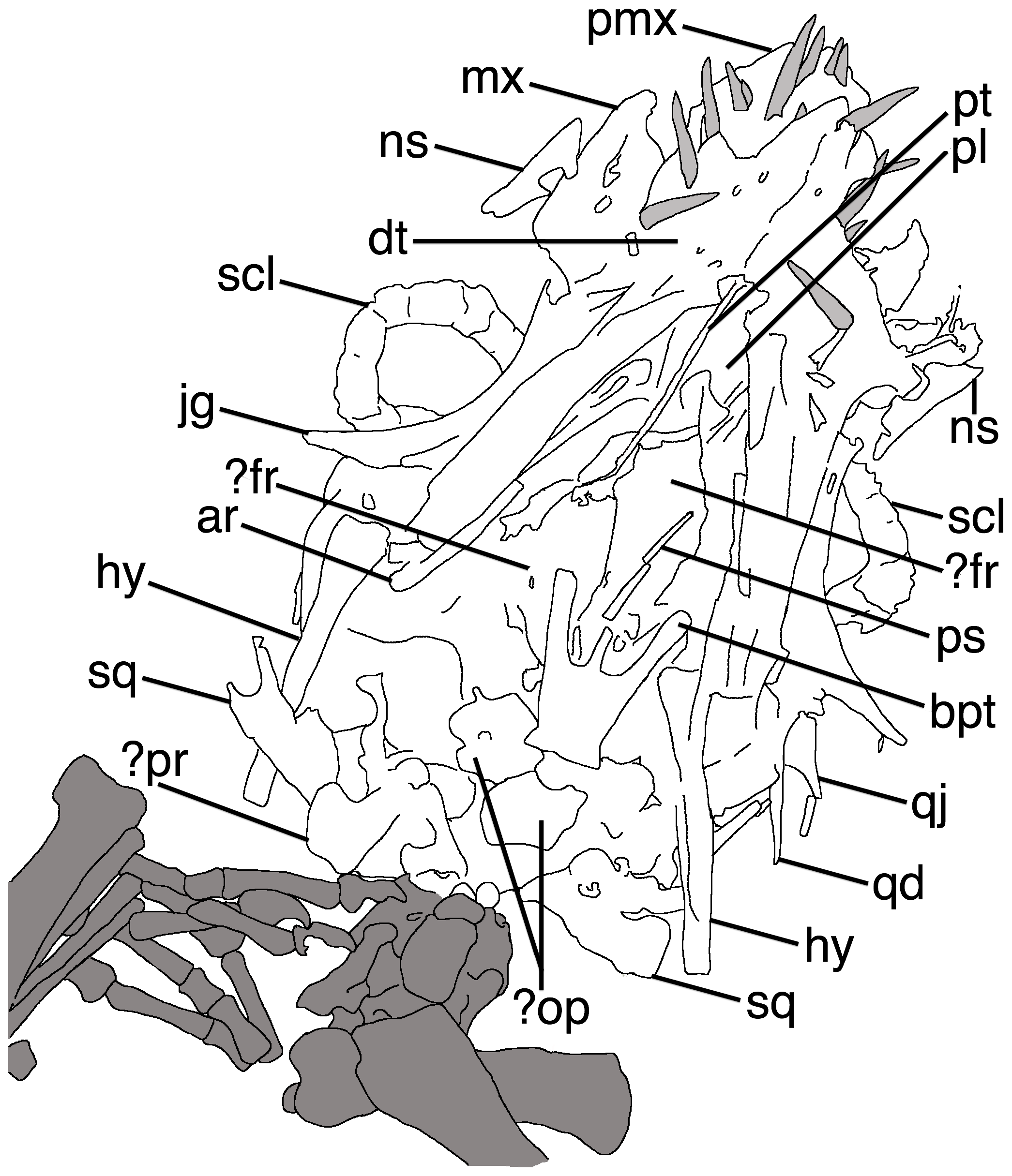
Diagramma del cranio

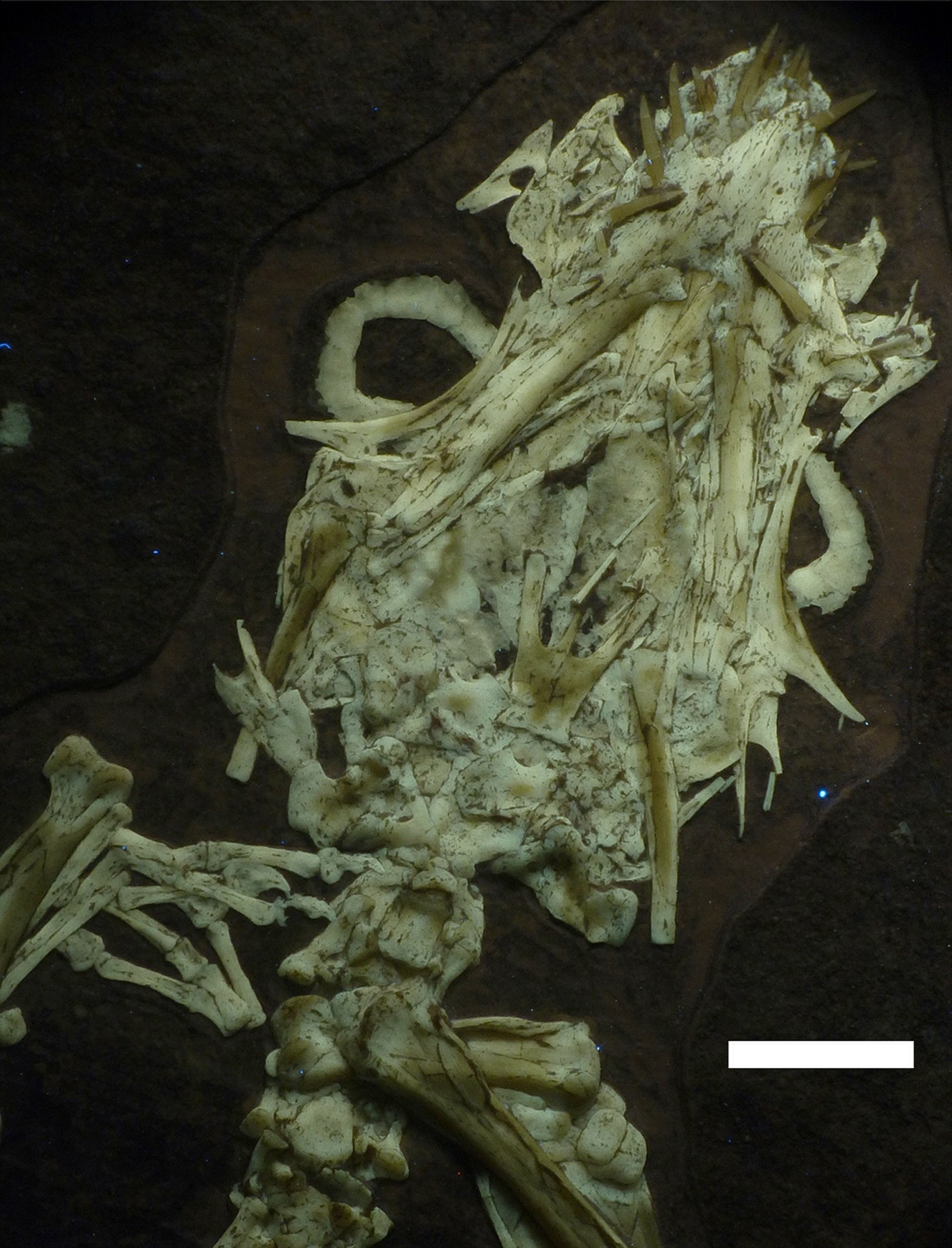
Primo piano del cranio

Il numero di denti viene indicato come un'autapomorfia, o tratto derivato unico, di Bellubrunnus. Diverse caratteristiche distintive sono presenti anche negli arti dell'animale. La forma ad accetta della cresta deltopectorale dell'omero ("hu"), in questo caso più precisamente nella forma di una linguetta arrotondata, è una delle caratteristiche che indicano che Bellubrunnus è un membro di Rhamphorhynchidae, sebbene la lunghezza dell'omero rispetto alla lunghezza del femore ("fe"), con un rapporto di 1,4, lo distingua dagli altri rhamphorhynchidi, rendendola una seconda autapomorfia. L'omero è dritto nell'estremità inferiore, a differenza degli omeri contorti visti in altri pterosauri correlati, un terzo tratto unico. Una quarta autapomorfia è la mancanza di un "collo" tra la testa e il corpo principale del femore. In termini di proporzioni delle ossa degli arti, Bellubrunnus assomiglia molto al ranforinchide Rhamphorhynchus, noto anch'esso dalla Germania.
Un'altra caratteristica distintiva di Bellubrunnus è la mancanza di chevron e zigapofisi nelle vertebra caudale ("cdv"), indicando che la coda era relativamente flessibile. In altri rhamphorhynchidi, come Dorygnathus, queste proiezioni ossee sono estremamente allungate e le zigapofisi sono abbastanza lunghe da sovrapporsi l'una sull'altra irrigidendo la coda dell'animale.
Nel 2015, O'Sullivan e Martill scoprirono che la maggior parte dei presunti caratteri distintivi di Bellubrunnus sono problematici, sottolineando in particolare la mancanza di studi approfonditi sul modo in cui gli scheletri dei rhamphorhynchidi cambiano attraverso l'ontogenesi; ciò significa che rimane incerto se le differenze tra Bellubrunnus e Rhamphorhynchus confermino effettivamente che siano due taxa distinti o se queste differenze sono semplicemente di natura ontogenetica. Gli autori hanno anche osservato che, data la natura gravemente schiacciata del cranio di Bellubrunnus, non è chiaro se il numero di denti dato da Hone et al. (2012) è davvero accurato, in quanto più denti potrebbero essere coperti da ossa mancanti dall'esemplare olotipico. O'Sullivan e Martill hanno scoperto che Bellubrunnus e Rhamphorhynchus erano abbastanza simili tra di loro da consentire al primo genere di essere considerato un sinonimo junior del secondo. Gli autori, tuttavia, hanno osservato che due caratteristiche della specie Bellubrunnus rothgaengeri (la mancanza di supporti caudali allungati sulle vertebre caudali e la falange dell'ala IV curvata anteriormente) rendono possibile che l'esemplare non sia rappresentativo di Rhamphorhynchus muensteri.

### Ali

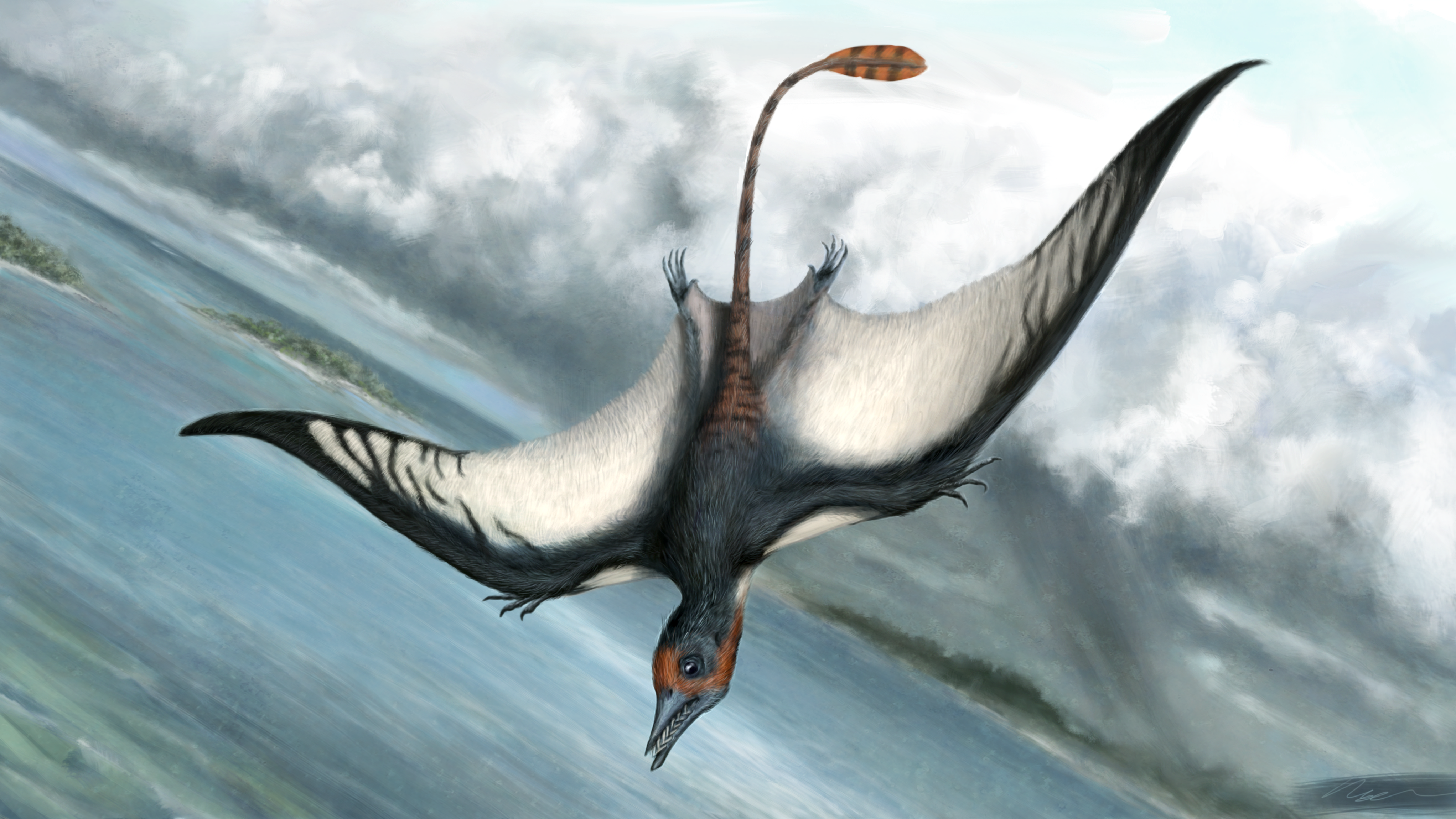
Ricostruzione di Bellubrunnus, che mostra la punta delle ali ricurva esternamente

Nell'esemplare olotipico BSP-1993-XVIII-2, sia nell'ala sinistra che nell'ala destra l'ultima falange del quarto dito ("wpx4") che supporta l'ala è curvato in posizione esterna. I descrittori hanno interpretato ciò come la posizione naturale dell'osso, assumendo che la terza falange del dito dell'ala destra ("wpx3") e la maggior parte del dito dell'ala sinistra avessero ruotato di 180° lungo i loro assi rispetto alla quarta falange, come indicato dall'orientamento delle superfici articolari. In attesa di conferma da parte di un secondo esemplare, il tratto non è stato formalmente indicato come un'autapomorfia. Alcuni altri pterosauri hanno falangi distali curve, ma nella maggior parte dei casi si ritiene che la curvatura sia il risultato di ossa fratturate o problemi di sviluppo specifici degli individui con questa caratteristica, e si nella maggior parte dei casi si curvano all'indietro. Sebbene la loro funzione esatta sia ancora sconosciuta, le punte delle ali curve in avanti, inducono instabilità a causa della maggiore resistenza all'aria, il che avrebbe permesso a Bellubrunnus di manovrare meglio il volo. Inoltre, in combinazione con un diverso orientamento delle actinofibrille della membrana alare, potrebbero avere anche stabilizzato i lembi dei tessuti molli alle estremità delle ali, che sono espansi nella maggior parte degli pterosauri e inclinandoli a fluttuare.

## Classificazione
Nella sua descrizione ufficiale, Bellubrunnus è stato assegnato alla famiglia Rhamphorhynchidae, e più precisamente nella sottofamiglia Rhamphorhynchinae.

## Scoperta

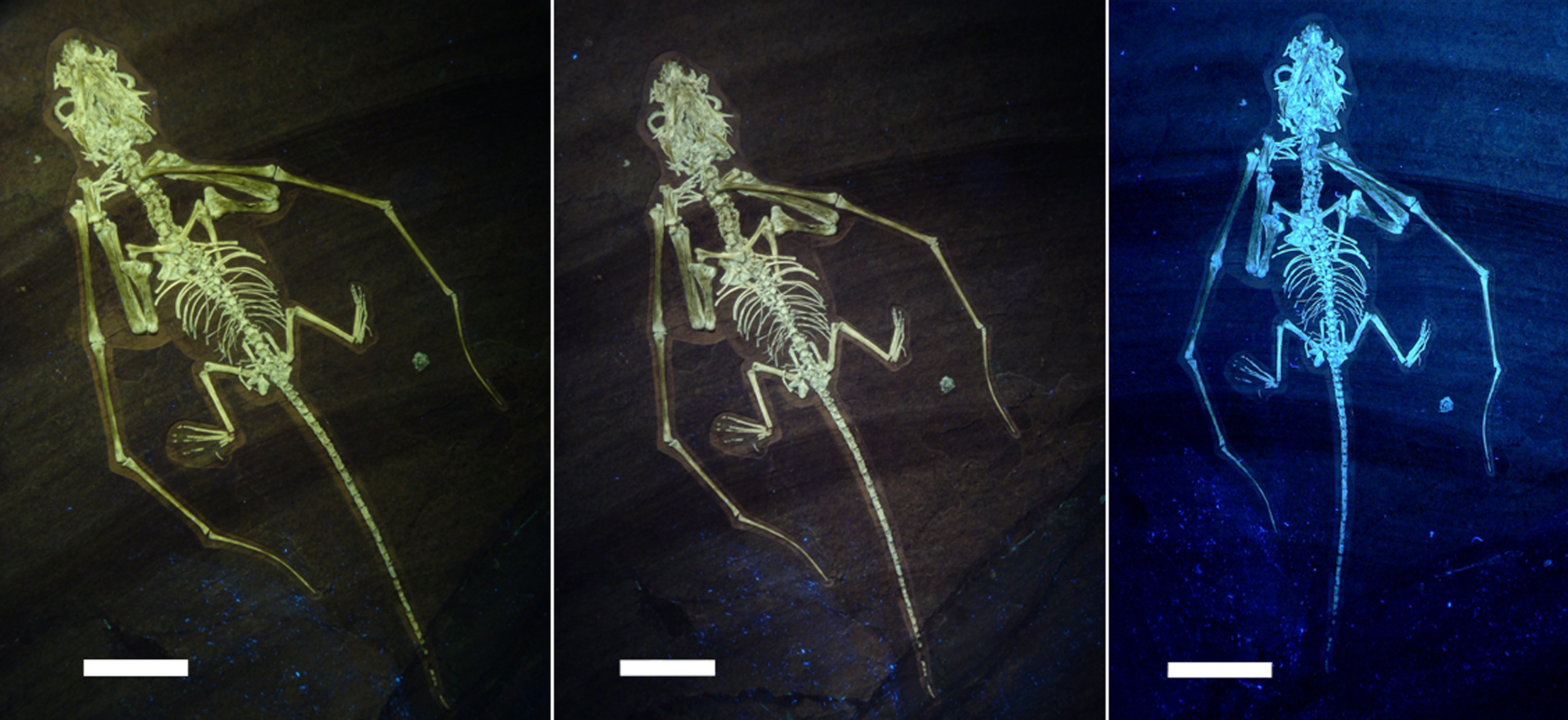
Olotipo BSP–1993–XVIII–2 sotto multiple illuminazioni a più lunghezze d'onda UV

Bellubrunnus è noto da un singolo scheletro completo articolato, l'olotipo del genere, il cui numero di catalogo è BSP–1993–XVIII–2. L'esemplare è stato ritrovato nell'estate del 2002 da una squadra di scavi guidata da Monika Rothgaenger, e preparato nel 2003 da Martin Kapitzke, venendo inizialmente identificato come un esemplare di Rhamphorhynchus. L'esemplare è conservato in vista ventrale, il che significa che la parte inferiore dello scheletro può essere vista sulla lastra di calcare. L'esemplare è attualmente ospitato nel Museo Bürgermeister-Müller, sebbene sia catalogato e in possesso della Bayerische Staatssammlung für Paläontologie und historische Geologie. Lo scheletro proviene da una cava a Kohlstatt vicino al villaggio di Brunn, in uno strato di roccia che sta alla base di noti calcare di Solnhofen. La datazione della cava risale alla fine del Kimmeridgiano, fase del Giurassico superiore, circa 151 milioni di anni fa. L'illuminazione ultravioletta ha rivelato molti dettagli del fossile ma non ha mostrato tessuti molli conservati.
Bellubrunnus fu descritto e nominato per la prima volta da David WE Hone, Helmut Tischlinger, Eberhard Frey e Martin Röper, nel 2012, nominando la specie tipo Bellubrunnus rothgaengeri. Il nome generico deriva dal latino bellus che significa "bello" e brunnus in riferimento a Brunn, la località dove è stato rinvenuto il fossile. Il nome specifico, rothgaengeri, onora Monika Rothgaenger per aver trovato l'olotipo.

## Paleoecologia
L'unità stratigrafica nella cava di Brunn in cui è stato ritrovato l'olotipo di Bellubrunnus è pressoché identica ai calcari di Solnhofen, ma leggermente più antica. Come in Solnhofen, i calcari di Brunn si sono probabilmente depositi in antiche lagune e/o scogliere di una regione insulare. La cava è molto simile a Solnhofen in quanto conserva fossili di flora e fauna terrestri accanto a organismi marini. A Brunn mancano molti dei rettili ritrovati da Solnhofen e mentre molti esemplari di Rhamphorhynchus sono stati recuperati nei calcari di Solnhofen, il singolo esemplare di Bellubrunnus è l'unico pterosauro noto dalla cava di Brunn. Bellubrunnus potrebbe aver occupato la stessa nicchia ecologica di Rhamphorhynchus, essendo probabilmente anch'esso un piscivoro. Bellubrunnus potrebbe anche rappresentare l'antenato evolutivo diretto di Ramphorhynchus, formando una relazione cronogena all'interno di una singola popolazione persistente, sebbene siano necessari più fossili per confermare questa ipotesi.